# 独立
独立（どくりつ、英: independence）とは、
- インディペンデント（つまり外部の制御から自由）な状態でいることやその事実[1][2]。他に束縛されたり、他からの支配を受けたりしないで、自身の力で行動すること[3]。
- 国家が、他の国家の制御や支配から自由である状態やその権利を指す[4]。国家の基本的権利とみなされている[4]。別の言い方をすると、他の国家に支配されず、「主権国家」として存在することである。

## 概説
最初の定義文で、「個人の独立」の定義と「国家の独立」の定義文を挙げたが、実際には、それらの中間的な存在に関する独立というのもある。
たとえば小さなグループが独立している状態、中規模や大規模の組織が独立している状態、民族が独立している状態などがある。
独立は自己決定権とも関係する概念なので、「自決権」や「自決」などとも表現されることがある。
民族に関してはしばしば「民族自決」と表現する。現在の国際法では、民族にも民族自決権が認められている。
ただし、複数の民族が混ざった状態で住んでいると、しばしば一方の民族が、他方の民族の独立を侵害するような状態、つまり一方の民族が他方の民族を支配しようとしたり、実際に支配してしまう状態に陥る。複数の民族が入り乱れている大陸では、民族同士は優位を争い、他から支配されないようにしつつ、他を支配しようとする、などということはしばしば起きる。民族は国境線を越えて存在しているので、民族の独立と国の独立が相対立するような複雑な事態も生じうる（チェコスロバキアの成立により少数民族となったズデーテン地方の「ドイツ人問題」など）。
各存在の「独立」というのは、基本的に各存在がその独立を守ろうとすることによって守られる。独立がどのようにして守られるかと言うと、支配しようとする他者の試みに抵抗し、跳ね返したり「はねのける」ことによって守られる。一旦屈服してしまい、他者の支配を許してしまい、独立が失われてしまうと、たいていの場合、その独立を回復することはかなり困難になる。
個人の場合もそうだが、国の場合も同様で、その国の国民が独立を守ろうと努力し続けることによって、ようやくその国の独立は守られる可能性が高まる。国民が自国の独立を軽視しているようでは、周囲の国から侵略される可能性が高まり、独立を失ってしまう可能性が高まる。したがって、ほとんどの国では、防衛力を保持することに一定の予算を割き、兵力（防衛力）を保つ努力をしている。とくに近隣に強大な武力を持つ侵略志向の国家がある場合は、防衛のために相応の努力をしつづけなければならない。
もともと独立していた状態の国家が、その独立を奪われてしまうことがある。典型的なのは、他国からの武力による侵略を受け、抵抗しきれず、その支配下に入ってしまう場合である。
明らかに独立を失ってしまった状態としては、植民地・被保護国・信託統治領などがある。独立を失ってしまい、植民地となった地域に住む人々にとって独立というのは、人間が尊厳を持って生きる上で重要な物である。

## 独立運動
第二次世界大戦後には、民族自決の考えの下、世界各地で独立運動が起こり、アジアやアフリカの植民地が次々と独立した。現在でも各地で独立運動は展開されている。
独立勢力に対して何らかの支援がなされる場合もあり、既存国に対して非難や制裁が加えられたり、独立勢力に対する資金や武器の供給、軍事的支援が行われる場合もあり、既存国からは内政不干渉の原則が主張されることも多い。
独立を回復しようとする側は、その地域を支配してしまった既存の「行政府」「国家」の側との、闘争状態に入り、既存の「国家」（行政府）の側の軍隊や警察と闘争したり、独立を求める勢力と既存の「国家」（行政府）の間で内戦となる例も多い。
一旦、大国の侵略によって独立を奪われてしまった場合は、独立を回復するための闘いは非常に厳しい道のりとなる。（ロシアに侵略されたチェチェン、中国に侵略されたチベットなど）。
独立しようとする地域に資源が存在する場合など、「土地の利用価値」が高い場合には、大国がその地を支配しつづけようとする動機は強まり、独立しようとする側は一層の困難に直面する。（ナイジェリアとビアフラ共和国、インドネシアとアチェ、アメリカ合衆国と南部連合、など）

## 独立宣言
独立宣言とは、独立の際に発せられる、自国が独立した旨の宣言である。
有名な独立宣言としては、アメリカ独立宣言、インドネシア独立宣言などがある。
独立宣言では、自国の正当性や掲げる理念、今後の方針などが盛り込まれることが多く、人権や自決権が謳われる。
（なお、独立宣言を出しただけで、確実に独立できるというわけではなく、独立宣言を出すとともに、国家の要件を満たす、満たしつづけるようにさまざまな施策を打つ必要がある）

## 国家の独立状態
国際法においては、国家の要件として一定の領域、国民、及び主権が必要とされる。主権とは、その領域を排他的に支配する権力であり、いわば統治能力である。

## 独立の記念
独立を回復したこと、それを回復するのに多くの苦労や犠牲が払われたことを国民が忘れてしまったりしないように、それを記念する（心に記す、心に刻みこむ）ためにさまざまな方法がとられている。
ひとつは記念日を設定する方法である。独立したことや独立を回復したことを祝う記念日を「独立記念日 英: independence day インディペンデンス・デイ」という。日本ではアメリカ合衆国の独立記念日が有名だが、ほかにも次のような国で独立記念日がある。
- アルバニア、アルバニア独立記念日
- アンゴラ、アンゴラ独立記念日
- イスラエル、イスラエル独立記念日（英語版）
- インド、 インド独立記念日
- ガイアナ、ガイアナ独立記念日
- コロンビア、コロンビア独立記念日
- ジョージア、ジョージア独立記念日
- セントビンセント・グレナディーン、セントビンセント・グレナディーン独立記念日
- ベリーズ、ベリーズ独立記念日

...
などなどである（膨大な数なので当節内で全ては挙げない）。
他には記念碑を建立するということも行われている。こうした記念碑を「独立記念碑」という。たとえばメキシコのメキシコシティの目抜き通りには独立記念碑 (メキシコ)が建立されている。
カンボジアではIndependence Monumentが、トルクメニスタンでもやはりIndependence Monumentが建立されている。ラトビアでは「自由の記念碑」という名称で（独立を含めて諸事を記念した）記念碑が建立されている。
また、独立にまつわる建物を設定して国民の啓発を行っている国もある。内部を独立にまつわる博物館にしていることが多い。アメリカのフィラデルフィアの独立宣言が出された建物は独立記念館となっている。スリランカにはIndependence Memorial Hallがある。ナミビアにはIndependence Memorial Museumがある。

## 他国からの承認
他国から「ある地域が独立した国家になっている」と言われるためには、その国が自国の独立を宣言するだけでなく、他国からも承認される必要がある。各国家はその地域を新たな国家として認めるか否か、つまり国家承認をするか否かを自由に決定することが出来るとされる。
ややこしいのは、「国家として認める」という国と、「国家として認めない」という国が、それぞれ存在する場合があることである。現在、世界には190ほどの国家が存在するが、たとえばA国が30カ国からは国家として認められているが、残りの160カ国からは国家として認められていない、というような状態が起きうるからである。この場合、承認した国にとっては「A国は独立国家として存在している」ということになり、承認していない国にとっては「A国は独立国家として存在していない」ということになり、話がかみあわない。
また、独裁国家などは、他国を侵略をしておいて、侵略した場所に（民主的な手続きも経ず）勝手に傀儡政権を設置して、まだ国家として十分成立しているとは言い難いものでも、強引に「国家として承認した」などと宣伝することがある。侵略国による国家承認は、非常にいかがわしいものである。

## 独立を侵害する侵略国家の手口
なお、ややこしいことに、大国が他国を侵略するための口実として「独立運動の当事者からの援軍要請」が主張されることがある。つまり、他国を侵略するような大国が言う「独立運動」は、実態としては傀儡政権であり、情報操作していて、「独立運動」であるかのように偽装していることがある。

## 日本国内のさまざまな「独立」に関する雑学
地方自治体などの独立
- 市町村の行政区域の一部を分離して新しい市町村を設置すること（分立）を、国家の独立になぞらえて「独立」と表現する場合がある。
  - 例として板橋区の一部を1947年に分離して設立された練馬区では2017年に練馬区独立70周年記念事業を実施している[5]。
- 市町村などが擬似的な国（ミニ独立国）を立ち上げる際にも「独立」と表現する場合がある。都道府県独立国家論も参照せよ。

個人の独立
日本では、個人に関しては、以下のような例でも、「独立」という言葉が用いられる。
- 実家を出て生活するとき。
- 企業の雇用を離れて自ら起業するとき。
- 師匠の元を離れて、自分の商売を持つとき。